# Discours sur les libertés nécessaires
 (mars 2018).
Si vous disposez d'ouvrages ou d'articles de référence ou si vous connaissez des sites web de qualité traitant du thème abordé ici, merci de compléter l'article en donnant les références utiles à sa vérifiabilité et en les liant à la section « Notes et références ».

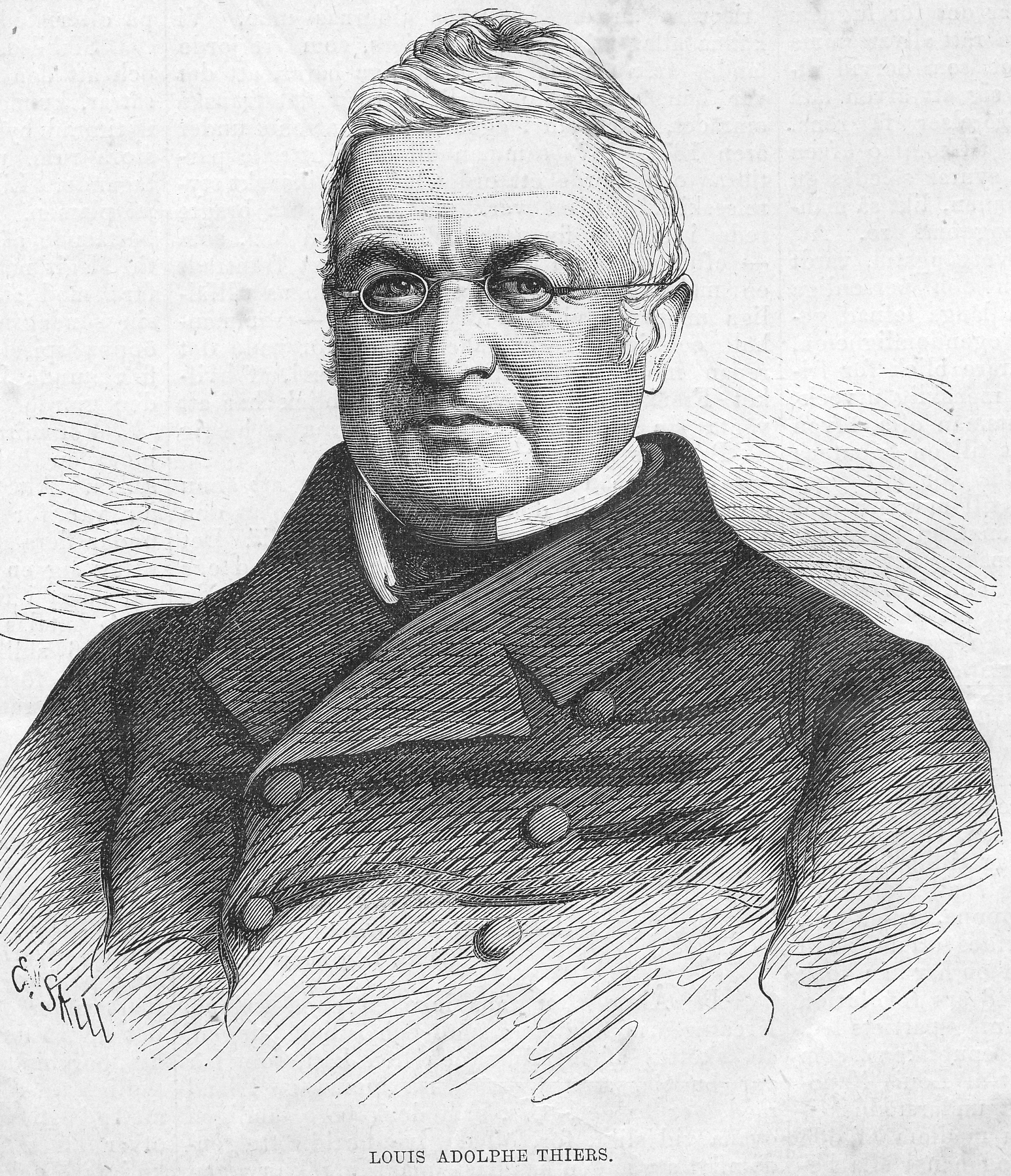
Adolphe Thiers

Le discours sur les libertés nécessaires est un discours prononcé par Adolphe Thiers devant le Corps législatif le 11 janvier 1864. Il y accuse par des sous-entendus le Second Empire et plus précisément l'Empereur Napoléon III de limiter les libertés de la presse ainsi que les libertés d'élection.

## Genèse du discours
Après avoir été très actif pendant la monarchie de Juillet, Adolphe Thiers découvre la Deuxième République, qu'il désire conservatrice. Ayant soutenu la candidature de Louis-Napoléon Bonaparte en 1848, il lutte en effet pour le maintien d'un ordre moral, l'éloignement des masses populaires de la vie politique grâce à la représentation. Lors du coup d’État du 2 décembre 1851, Thiers paie son opposition à l’ancien président de la République et son attachement aux institutions parlementaires. Arrêté au petit matin, l’homme d’État est rapidement expulsé du territoire. Même s’il est autorisé à rentrer à Paris dès le mois d’aout suivant, il considère qu’il n’y a rien à attendre d’un Empire autoritaire. Pour la première fois depuis 1830, il décide donc de renoncer totalement à la politique, et partage l’essentiel de son temps à l’achèvement de son Histoire du Consulat et de l’Empire. Cependant, son intérêt pour les affaires publiques et la libéralisation du régime impérial l’incitent à se présenter aux élections législatives de 1863. Il se présente à Paris comme candidat de l'Union libérale, alliance entre les républicains et les orléanistes : « établir peu à peu le régime constitutionnel, empêcher les guerres folles, voilà tout mon dessein. »
Le décret impérial du 24 novembre 1860 fixe que chaque année le Sénat et le Corps législatif, à l’ouverture de leur session, voteraient, en réponse au discours du Trône, une adresse qui serait discutée en présence de commissaires du gouvernement chargés de donner aux Chambres toutes les explications nécessaires sur la politique intérieure et extérieure de l’empire. De plus leurs débats font l’objet d’une reproduction in extenso (dans son intégralité, du début jusqu’à la fin) dans le journal officiel. La session législative de 1864 est donc ouverte le 5 novembre 1863 par un discours de l’empereur Napoléon III. Mais dans ce discours, aucune nouvelle réforme et garantie libérale à introduire dans les institutions de la France n’a été annoncée.
La discussion à laquelle ce projet d’adresse donna lieu fut ouverte, le 11 janvier 1864 par Adolphe Thiers, qui vint réclamer, dans un discours ferme et incisif sur le fond, et modéré et respectueux dans la forme, les libertés qu’il désigne comme nécessaires : la liberté individuelle, la liberté de la presse, la liberté électorale, la liberté parlementaire et la responsabilité ministérielle. Thiers réclame le retour au régime parlementaire en traçant le programme de l’opposition libérale conservatrice.
Ludovic Halévy, secrétaire rédacteur au Corps législatif, évoque le retour de Thiers : « Il commence son discours avec une petite voix grêle et pointue, la plus sèche et désagréable des voix ; sur la figure d’un certain nombre de députés qui n’avaient jamais entendu M. Thiers, on lisait clairement cette pensée « Quoi, c’est cela M. Thiers. Ce n’est que cela ! M. Rouher n’en fera qu’une bouchée. » Deux ou trois députés de la droite criaient : Plus haut ! Plus haut ! « Soyez tranquilles, répondit M. Thiers, vous m’entendrez tout à l’heure » Tout d’un coup on l’entendit, la petite voix. Elle prit de l’accent, du corps, de l’autorité. Un grand silence se fit, un silence tel que je n’en ai jamais entendu, car le silence s’entend très bien. Je dirais même que la valeur et la puissance d’un orateur peuvent se mesurer au silence qu’il impose à une assemblée. »

## Contenu du discours
Le 11 janvier 1864, Thiers prononce un discours au Corps législatif, réclamant les « libertés nécessaires », qui connaît un grand retentissement. En effet, si pour lui la forme de gouvernement importe peu, les valeurs libérales doivent elles devenir les bases de ce régime, le Second Empire, qu'il croit fort et stable. Thiers affirme sa politique et revendique le rétablissement des cinq « libertés nécessaires » :

### La liberté individuelle
La première des 5 conditions qui constituent d’après Thiers le nécessaire en fait de liberté, est la liberté individuelle. « Il faut que le citoyen repose tranquillement dans sa demeure, parcoure toutes les parties de l'État, sans être exposé à aucun acte arbitraire. […] Il faut que le citoyen soit garanti contre la violence individuelle et contre tout acte arbitraire du pouvoir. » C’est comme cela que Thiers définit la liberté individuelle. Il dénonce la loi de sureté générale, « une exception fâcheuse », dans la liberté individuelle. Cette loi votée le 17 février 1858, à la suite de l’attentat d’Orsini et surnommée la « loi des suspects », donne le droit au gouvernement d’arrêter, d’expulser, d’interner ou de déporter toute personne qui a fait l’objet d’une condamnation depuis 1848, et, plus largement quiconque est jugé « dangereux pour la sureté publique ». Elle n’a pas été utilisée depuis 1858, mais n’a pas pour autant été abrogée. Mais face à cette loi, l'opinion publique, quant à elle, est très critique. Dès l'année suivante, le régime promulgue une loi d'amnistie, qui concerne les 1 800 condamnés politiques qui n'avaient pas encore bénéficié de la libéralisation toute neuve du régime. Beaucoup d'exilés, de transportés et de déportés acceptent cette clémence et rentrent en France. D’autres tels que Louis Blanc, Victor Schœlcher ou Victor Hugo la refusent pour marquer leur désaccord avec la politique de l’Empereur. Victor Hugo déclare « Fidèle à l'engagement que j'ai pris vis-à-vis de ma conscience, je partagerai jusqu'au bout l'exil de la liberté. Quand la liberté rentrera, je rentrerai. »

### La liberté de la presse
La deuxième des libertés demandées par Thiers est la liberté de la presse. « La seconde liberté nécessaire, c’est, pour les citoyens, cette liberté d’échanger leurs idées, libertés qui enfante l’opinion publique. » [...] « la presse a la mission de critiquer le gouvernement, et elle ne peut en avoir une autre. Et c’est ce même gouvernement, qu’elle doit critiquer, qui est chargé de déclarer dans quelle mesure il sera critiqué » Dès le lendemain du coup d’État, la législation met au pas les journaux par le décret du 17 février 1852 où sont instituées cinq dispositions, mais la plus importantes d’entre elles, est le principe des avertissements. L’avertissement est délivré arbitrairement par l’administration au journal qui avait mécontenté le pouvoir. Le premier avait la valeur d’un simple rappel à l’ordre, le second pouvait entrainer la suspension temporaire du titre et la troisième l’interdiction définitive. Comme le dit Jean Tulard, « sans avoir recours à la censure, il forçait les directeurs de journaux à imposer à leur rédaction une auto-censure par crainte de mécontenter les autorités. » En effet, la simple menace d’un avertissement suffit presque à chaque fois à calmer les critiques des journaux d’opposition. Entre 1852 et 1866, on distribua 109 avertissements aux journaux parisiens, et on supprima 6 journaux dont L’Assemblée nationale, orléaniste, en 1858 et L’Univers, catholique, libéral et social en 1860. Mais malgré tout on peut remarquer quand même un desserrement de la tutelle de l’Empire sur la presse après les années 1860. C’est la guerre d’Italie qui provoque le début d’une évolution, grâce au prestige de la victoire qui conforte l’empereur dans cette libéralisation. De nombreux titres sont créés, comme Le Monde en 1860, dans le but de remplacer L’Univers ou Le Temps, libéral protestant, en 1861 pour ne citer que les plus importants. Bien qu’il pense la liberté de la presse nécessaire, Thiers indique aussi « lorsque je dis liberté, je ne dis pas impunité ». Pour lui il est nécessaire d’avoir un contrôle sur la presse, tout en lui laissant une large marge d’action, tant qu’elle « n’outrage pas les citoyens, ou ne trouble le repos du pays ».

### La liberté électorale
La troisième des libertés énoncée par Thiers est la liberté électorale. « On a donné a le suffrage universel, on a donné la nation tout entière le droit d’avoir un avis, mais à une condition, c’est de lui dicter son avis ». Dans cette liberté électorale, le député de la Seine vise un système en particulier, le système des candidatures officielles. Les candidats dit officiels sont des candidats aux élections proposés et soutenus par le gouvernement. Il s’agit de faire en sorte que les futurs élus se comportent comme des soutiens du régime en place. Sous d’autres termes, une candidature officielle était donc assimilée à un « contrat » entre l'Empire et un candidat, au terme duquel ce dernier s'engageait « à appuyer le gouvernement, mais aussi à le contrôler loyalement, en ami fidèle qui éclaire et non en adversaire ardent qui critique et qui blâme » (duc de Persigny). Cette pratique a été abondement utilisée par Persigny et ses préfets lors des élections de 1863, et Thiers en a d’ailleurs souffert dans sa candidature, en étant la cible de manœuvres administratives. Il réclame la fin des candidatures officielles car elle fausse le libre jeu du suffrage universel. Il critique l’hypocrisie d’un gouvernement qui « vénère » le suffrage universel comme un « droit divin », mais qui lorsqu’il s’agit de l’élection des députés, « Oh suffrage universel, vous êtes bien respectable, mais le plus souvent vous ne savez ni lire ni écrire […], on la déclare sourde, aveugle et incapable, et on veut lui dicter ses choix ».

### La liberté de représentation nationale
La quatrième des libertés est la liberté de représentation nationale. « Il faut que nous puissions introduire ici une question, lorsqu’elle nous parait nécessaire, urgente à examiner » [...] « La représentation nationale n’a pas sa vraie liberté, quand le gouvernement seul peut lui tracer son ordre de travail, et qu’elle ne peut se saisir que des questions que le gouvernement lui a volontairement soumises ». La représentation nationale est tout simplement le fait de pouvoir choisir quels sujets pourront être abordés et mis à l’ordre du jour, dans le Corps législatif. Pour que cette liberté fonctionne, il faut deux choses : premièrement qu’une majorité de députés veuille que la question soit soulevée, car si personne ne veut débattre la question est inutile, et deuxièmement que le gouvernement accepte la question, car s’il ne peut pas répondre, la question est aussi inutile. En plus de créer une meilleure « indépendance » du Corps législatif sur l’autorité de l’Empire et de créer une réelle séparation entre le souverain et les Chambres, Thiers avance des arguments qui montrent les dangers et problèmes que peut causer ce manque de représentation nationale. Par exemple certaines affaires importantes ne peuvent pas être saisise à temps, et cela peut coûter des « millions » à l’État. Il résume cela par une citation « On est réduit à déplorer le mal qui a été fait, mais a venir toujours trop tard pour le réparer. »

### La liberté parlementaire
La cinquième liberté est la liberté parlementaire avec le rétablissement du droit d’interpellation. Thiers résume très bien cette liberté en une courte citation : « L’irresponsabilité du souverain, Messieurs, est la liberté du pays ! ». Puis il continue en allant plus en profondeur dans son propos. « Il y a toujours grand bénéfice et grande instruction de discuter des affaires avec ceux qui les font ». Ici Thiers critique les ministres sans portefeuilles et le Ministre d’État Eugène Rouher, il aimerait que ce soit chaque ministre qui vienne parler de ces propres affaires, ils nomment par exemple le ministre des Affaires étrangères, le ministre de la Marine et le ministre de la Guerre, pour discuter plus en détails de la situation au Mexique. En effet, sous le Second Empire les ministres à portefeuille n’ont pas à paraitre devant les Chambres et sont irresponsables de leurs actes. Pour Thiers, il faut rétablir ce droit d’interpellation, il faut que ces ministres puissent venir s’expliquer de leurs actes et qu’ils en soient responsables. Et à l’inverse le souverain, que la Constitution rend responsable, doit devenir irresponsable. Un ministre sans portefeuille est tout simplement un ministre qui n’est responsable d’aucun ministère, et qui doit défendre la politique impériale dans les Chambres.
Ces deux dernières libertés sont en réalité complémentaires, et vont toutes deux dans un sens : une volonté pur et simple d’un retour à un régime parlementaire.

## Réactions au discours

### Réactions directes dans le Corps législatif

#### Réactions en faveur de Thiers
En réponse au discours de Thiers, de nombreuses voix vont s’élever afin de le soutenir dans ses idées, et vont même compléter sa pensée. C’est par exemple le cas de Jules Favre, député du Rhône, qui fait partie du groupe des 17 républicains élus en 1863, l’un des plus connus puisqu’il fait partie du "groupe des cinq" avec le fameux Émile Ollivier. Spécialiste des affaires étrangères, il défend la cause italienne et combat l’expédition au Mexique. Favre défend Thiers face au discours du Ministre d’État Rouher, il dit par exemple que, « il n’y aura rien de plus facile, [...] que d’expliquer comment sa pensée a été involontairement mal comprise par celui qui lui a répondu ». Pour lui Rouher n’a pas compris la thèse de Thiers, ou plutôt a fait exprès de ne pas la comprendre, et a répondu à côté. Il critique aussi de manière virulente la loi de sureté générale, en répondant à Rouher « M. le ministre d’État déclarait tout à l’heure que la liberté individuelle était conciliable avec la loi de sûreté générale » mais pour lui, « il n’y a pas de liberté véritable ». Il faut qu’il y ait une vraie séparation des pouvoirs en particulier, les pouvoirs judiciaires et administratifs qui sont dans ce cas-là pas séparés, « la loi de sûreté générale trouble tout, car elle place les attributions de la justice dans les mains de l’administration ». Puis d’après Favre la majorité des gens qui complotent contre le gouvernement le font depuis l’étranger, et « elle ne saurait atteindre ceux qui s’en rendent coupables en machinant leurs complots à l’étranger ». Pour ceux qui est de la liberté de la presse, il met le ministre d’État face à ces contradictions, « Ici, M. le ministre d’État vous déclare que la presse est une œuvre satanique qui perd les gouvernements » or il aurait déclaré auparavant qu’il n’existe aucune « nation chez laquelle la presse soit aussi libre ». Et comme avec le discours de Thiers, Favre termine le sien avec une mise en garde « ce droit qu’il exigera malgré vous, prenez garde qu’un jour il ne s’exerce contre vous ! ». Autrement dit les Français sont un peuple de révolutionnaires, qui en sont loin d’être à leur coup d’essai, et que pour obtenir la liberté, ils sont prêts à utiliser la violence.
Pierre Latour du Moulin, député du Doubs, chef du parti des réformes, approuve l’évolution libérale du régime, pour mieux en déplorer la lenteur. Dans son discours il donne plusieurs avertissements au gouvernement auquel il se dit pourtant profondément dévoué, « moi dont le dévouement au gouvernement impérial ne saurait je l'espère, être suspecté ». Lorsque ce dernier prend la parole, on a changé de jour, c'est le lendemain le 12 janvier 1864. Pour lui les gens, lorsqu’ils votent pour des députés d’opposition, ne votent pas contre l’Empire, mais aimeraient voir l’existence « un parti moyen, un juste milieu ». Il souhaite tout de même « l’abandon des candidatures officielles », « le rétablissement implicite du régime parlementaire », « une responsabilité des ministres vis-à-vis de nous » et « la liberté de la presse ».

#### Réactions en opposition à Thiers
Dans les réponses qui sont faites à Thiers dans le compte-rendu du Corps législatif, il y a des avis plus critiques, voire complètement en opposition au discours. La première personne qui prend la parole n’est pas un député c’est Eugène Rouher, Ministre d’État. Il reprend point par point le discours de Thiers en répondant à chacune des libertés demandées. Il défend la politique du gouvernement, il exprime son respect pour « l’honorable » député, et commence par dire que « la déclaration je l’accepte dans toute sa plénitude » et est d’accord pour dire que « les principes fondamentaux d’un gouvernement en France, sont la souveraineté nationale, l’ordre et la liberté » trois principes énoncés dans le discours de Thiers. Il parle ensuite de la liberté de la presse qui est vue comme une menace pour l’Empire et le gouvernement. Mais il semble quand même moins figé quant à ces positions sur cette liberté « la liberté de la presse ? Oh ! je le confesse, la question se pose ». Il accuse tout de même les journaux de trafiquer la vérité, « ils la faussent, ils la dénaturent [...] ils ne font pas l’opinion publique : ils y jettent le désordre et la perturbation ». Mais pour ce qui est des 4 autres, ils montrent son opposition catégorique. Reprenons-les dans l’ordre. La liberté individuelle, qui est remise en jeu à cause de la loi de sureté générale, n’est pour lui pas en danger et que « La loi de sûreté générale ne mérite pas vos reproches ». Ils accusent aussi Thiers d’avoir lui-même mis en place une loi similaire « pour sauver la monarchie », Thiers serait donc mal placé pour donner des leçons car lui-même en a eu usage. Il précise bien que cette loi de sureté générale a une « juridiction exceptionnelle ». La troisième liberté dont nous parle Rouher est la liberté électorale. Il accuse Thiers de délégitimer le pouvoir des députés, « C’est à vous, messieurs, qu’on dit cela ! c’est ainsi qu’on infirme vos pouvoirs ; c’est ainsi qu’on détruit votre autorité ! c’est ainsi qu’on paralyse la mission qui vous a été confiée par le pays ! ». De plus il défend les candidatures officielles, éléments très critiques par le discours de Thiers « son devoir est d’étudier les besoins du pays, ses sentiments ; d’associer son action à l’action des citoyens honorables ». D’après Rouher, le gouvernement sait de quoi ont besoin les Français, car il a été élu par les Français, il est donc normal que ces candidatures soient légitimes. Viennent enfin, la liberté de représentation nationale et la responsabilité ministérielle, la liberté pour les députés de choisir la nature des débats dans la Chambre et le droit d’interpellation. Il décrédibilise Thiers, en le faisant passer pour un calculateur qui a pour but de rallier des soutiens « il a compris qu’il pouvait éveiller en vous je ne sais quel sentiment d'agrandissement d’attributions ». Mais Rouher s’arrête plus longuement sur le droit d’interpellation, qu’il considère comme quelque chose qui a été trop utilisé à outrance par le passé, « le droit d’interpellation était devenu la monnaie courante des débats parlementaires », « on passait son temps à s’interpeller et l’on oubliait constamment les affaires du pays ». Pour lui ce droit retarderait les réels débats en éloignant les députés de leur travail dans le Corps législatif. Le fait d’appeler les députés est aussi d’après Rouher contraire à la Constitution, « les ministres sont responsables seulement devant l'Empereur ». Et par ce fait non devant l’Assemblée. De plus cela mettrait en danger les principes même du Second Empire avec l’arrivée d’un régime parlementaire.
Mais des députés vont aussi prendre la défense du Gouvernement, ce sont les députés de la majorité. On peut par exemple prendre l’exemple de Jean André de la Charente, intervenant récurrent des séances de la Chambre, il figure parmi les partisans les plus zélés du régime. Ils se sent directement visé par les déclarations de ses collègues de l’opposition, qui « accuse le gouvernement, et avec lui la majorité ». Il fixe d’ailleurs un « mantra » pour la majorité, une sorte de feuille de route, ou elle doit « Concilier les intérêts libéraux conservateurs, la stabilité avec le progrès, la démocratie avec le pouvoir, l’autorité avec la liberté ». Autre critique qu’il émet contre Thiers, c’est son principe de mouvement libéral, ou l’influence de la liberté, c’est-à-dire du fait que si un pays devient démocratique ou libéral, ses voisins risquent de le suivre. D’après lui ce n’est pas le côté libéral de la France qui inspire les autres nations « c’est la force la France, c’est sa puissance sous ce régime qui les a converties aux idées démocratiques ».

### Réactions dans la presse

#### Réactions en faveur de Thiers
Le Second Empire fut marquée par une presse foisonnante et diversifiée, mais également fortement contrôlée par le régime en place. On la départage souvent en deux moments distincts, l’empire autoritaire de 1852 à 1860 et un régime plus libéral de 1860 à 1870. Cette deuxième période a vu l'émergence de nombreux journaux, reflétant les divers courants politiques et idéologiques de l'époque, mais est toujours marquée par une censure et une répression sévères exercées par le pouvoir impérial. Cette dualité entre liberté de la presse et contrôle étatique a profondément influencé le paysage médiatique de l'époque. Et on le remarque très bien dans ce que dit la presse elle-même, elle est obligée de se restreindre. En voici quelques exemples : Le Journal des Débats déclare dans un de ses articles : “Nous regrettons que les limites dans lesquelles nous sommes tenus de nous renfermer, pour éviter jusqu’à l’apparence d’un compte-rendu”, dans La Presse “Nous allons rendre compte, non des débats de la séance d’hier, mais des impressions de notre lecture de ce matin” ou dans La Gazette de France où “l’on sent combien la liberté de s’exprimer dans la presse fait défaut”.
S’il y a bien quelque chose sur laquelle s’accorde tous les journaux sans exception, même ceux qui ne lui sont pas favorables, c’est l’éloquence de Thiers. Le Temps, titre qui fut autorisé à partir de 1861, avec une ligne libéral protestante, décrit le discours de Thiers comme “un très grand évènement [...] un des plus beaux qu’ait jamais entendus l’assemblée française, et le plus beau peut être que l’illustre orateur n’ait jamais prononcé”, La Gazette de France complète “M. Thiers a prononcé un des discours les plus fins, les plus étincelants de verve et d’esprit de sa longue carrière de député.” Pour ce qui est du Journal des débats, ligne plutôt orléaniste, considère que le discours de Thiers est “le programme de l’opinion libérale”, ou, toujours dans le même périodique “La France libérale lira le discours de M. Thiers ; elle y trouvera ses propres sentiments, ses propres idées et ses sympathies les plus vives”. C’est un moment majeur pour ces journaux, et surtout un moment de grande émotion, comme on peut le voir avec La Presse, périodique d’Émile de Girardin, qui rédige lui-même cette chronique “Nous n’avons jamais lu un discours qui nous ait causé une plus profonde émotion. Nous ne disons pas d’admiration, nous disons d’émotion.” [...] “Le ton qui y règne d’un bout à l’autre n’est pas celui de l’opposition qui aspire à renverser, c’est celui de la conviction qui aspire à fonder.” La Presse, pourtant loin d’être favorable à Thiers, montre quand même que ce qu'il réclame lors de son discours dépasse en réalité les différents partis politiques, et est d’une importance supérieure. C’est exactement ce que dit L’Opinion Nationale, journal bonapartiste de gauche libéral, inspiré par le Prince Napoléon et créer en 1859 avec l’objectif de concurrencer Le Siècle, « Au-dessus des partis, il y a la nation ».

#### Réaction en opposition à Thiers
Bien que la presse soit grandement favorable au discours de Thiers, quelques quotidiens jouent les dissidents et sont favorables à l'Empire, ce sont des journaux officieux. On en retrouve trois principaux, Le Pays, Le Constitutionnel et La Patrie. Les deux premiers ne réagissent pas de manière significative au discours de Thiers, mais le dernier, La Patrie quant à lui a une vision critique du député de 66 ans. La Patrie est un journal pro-impérial qui connait une forte croissance en multipliant par vingt sa diffusion en seulement une quinzaine d’années, elle tire 4 000 exemplaires en 1846, 35 000 en 1861. La Patrie critique le fait que Thiers souhaite un retour en arrière, un retour au régime parlementaire « Il veut le gouvernement organisé comme autrefois ; il réclame l’ancienne constitution, les anciens parlements, l’ancienne presse ». Cette vision nostalgique ne plait que très peu au périodique, car pour lui l’Empire et la France vont bien « L’ordre règne en France, la prospérité est incontestable à l'intérieur ; la grandeur à l'extérieur est inattaquable ». Pour La Patrie, Thiers essaye juste d’amadouer les députés avec un jolie discours, et devient souvent évasif sur certain point, ce qui veut dire d’après le journal que lorsque « l’orateur devient paradoxal, et qu’il nous entraîne un peu loin de la réalité ».
La Patrie fait alors l’éloge de Rouher, qui d’après lui a su s’imposer face à Thiers « Chez M. Rouher, le talent convient parfaitement aux luttes oratoires ainsi engagées » […] « M. Rouher, qui avait à prendre ici la place du maître de la maison, a riposté aux critiques du vieillard mécontent avec une verve, une force, une éloquence, dont M. Thiers a dû, à son tour, s’émouvoir. » et qui « a vite détruit en peu de mots l’argumentation de M. Thiers ; il a pris ses citations, ses souvenirs, ses preuves, et il a retourné contre l’avocat du passé les témoignages du présent ».

### Liens
- Le texte intégral sur Wikisource